# Boris II van Bulgarije
Boris II (Bulgaars: Борис) en Roman waren zonen van Peter I
Bij de tweede inval van Bulgarije door Svjatoslav I, grootvorst van Kiev, werd Boris II samen met zijn broer gevangengenomen (969). Als oudste van de twee mocht hij terug plaats nemen op de troon als marionettenkoning. Bulgarije was nu in Russische handen.
De nieuwe Byzantijnse keizer Johannes I Tzimiskes ging ervan uit, dat de aanval de beste verdediging is en wat volgde is de Slag bij Arcadiopolis (970), een klinkende overwinning voor de Byzantijnen.
Het jaar erop viel keizer Johannes I de hoofdstad van Bulgarije Preslav aan en nam op zijn beurt Boris II en zijn broer gevangen.
Beiden werden ontmand en hun titel tsaar afgenomen.
Na de dood van Johannes I konden beiden ontsnappen (977), maar bij het overschrijden van de Bulgaarse grens werd Boris II door een dove wachter neergeschoten.